# محمد النسفان
محمد النسفان مواليد 26 يوليو 1991، هو لاعب كرة يد سعودي يلعب كحارس مرمى. مثل منتخب السعودية لكرة اليد.

## سجل المنافسة
شارك في البطولات التالية:
- بطولة العالم لكرة اليد للرجال 2015